# UTC−11
UTC - 11:00 ou horário de Midway, Samoa e Pago Pago é um fuso horário onde o horário local de seus países usuários é contado a partir de menos onze horas do horário do Meridiano de Greenwich.
Longitude ao meio: 165º 00' 00" O

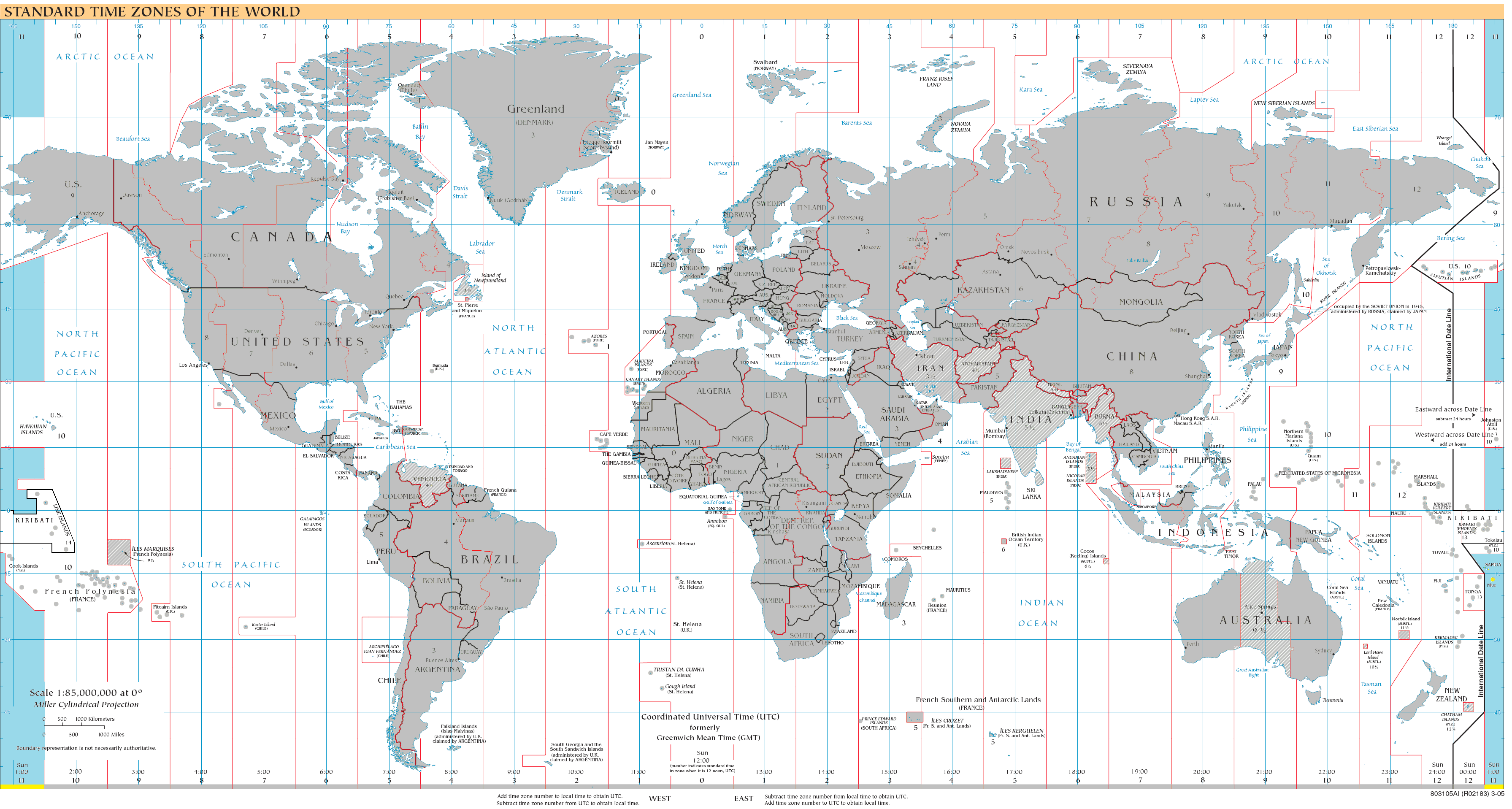
Mapa contendo as variações de tempo de acordo com a longitude, com a UTC-11:00 em destaque.

Os lugares onde este fuso horário é observado durante o ano todo são:
- Estados Unidos:
  - Ilhas Menores Distantes dos Estados Unidos:
    -  Atol Midway
    -  Atol Palmyra
    -  Ilha Jarvis
    -  Recife Kingman

  -  Samoa Americana
- Nova Zelândia:
  -  Niue